# Triple Crown (rugby union)

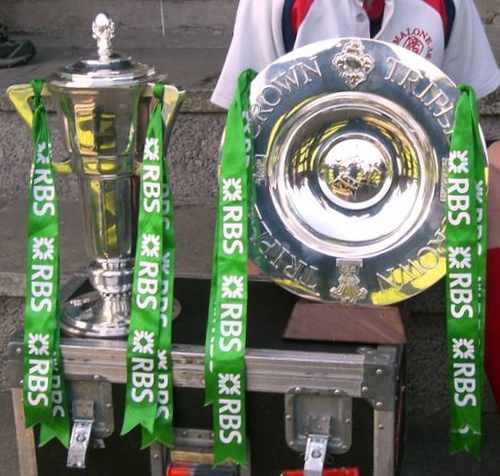
Triple Crown (po prawej) zdobyte przez zespół Irlandii w 2009. Po lewej trofeum za zwycięstwo w Pucharze Sześciu Narodów

Triple Crown (irl. An Choróin Triarach, wal. Y Goron Driphlyg) – trofeum sportowe w rugby union przyznawane zwycięzcy wszystkich meczów pomiędzy zespołami z Wysp Brytyjskich (Anglia, Irlandia, Szkocja, Walia) w trakcie trwania Pucharu Sześciu Narodów. Uczestniczące w turnieju zespoły Francji i Włoch nie biorą udziału w walce o Triple Crown.
W przeciwieństwie do zdobywcy Wielkiego Szlema, zwycięzca Triple Crown niekoniecznie jest zwycięzcą całego turnieju. Tak zdarzyło się m.in. w 2004 roku, gdy trofeum zdobyła Irlandia, jednak to Francja zwyciężyła w Pucharze (ponadto zdobywając Wielki Szlem). Podobny przypadek zdarzył się w 2007 roku, kiedy Irlandia wygrała wszystkie mecze z zespołami z Wysp Brytyjskich, natomiast w całym turnieju ponownie triumfowała Francja.
Dwa zespoły zdobywały Triple Crown przez cztery lata z rzędu: Walia w latach 1976-1979 i Anglia w latach 1995-1998. Żaden z pozostałych zespołów nie zwyciężał więcej niż dwa razy z rzędu.
Przez długi okres za zdobycie Triple Crown nie przyznawano żadnego trofeum, nazywano ją nawet niewidzialnym pucharem (the invisible cup). Dopiero w 2006 roku główny sponsor Pucharu Sześciu Narodów, Royal Bank of Scotland, ufundował srebrną paterę. Mierzy ona 42 cm szerokości i 5 cm głębokości; waży 3 kg. Została wykonana przez Hamilton and Inches z Edynburga, tworzono ją ponad 4 miesiące.

## Zwycięzcy
| Anglia   | 25 | 1883, 1884, 1892, 1913, 1914, 1921, 1923, 1924, 1928, 1934, 1937, 1954, 1957, 1960, 1980, 1991, 1992, 1995, 1996, 1997, 1998, 2002, 2003, 2014, 2016 |
| Walia    | 21 | 1893, 1900, 1902, 1905, 1908, 1909, 1911, 1950, 1952, 1965, 1969, 1971, 1976, 1977, 1978, 1979, 1988, 2005, 2008, 2012, 2019                         |
| Irlandia | 11 | 1894, 1899, 1948, 1949, 1982, 1985, 2004, 2006, 2007, 2009, 2018                                                                                     |
| Szkocja  | 10 | 1891, 1895, 1901, 1903, 1907, 1925, 1933, 1938, 1984, 1990                                                                                           |